# Leticia Cugliandolo
Leticia F. Cugliandolo (11 de febrero de 1965, Argentina) es una física italo-argentina. Enseña y dirige sus investigaciones en el laboratorio de física teórica y altas energías en la Universidad de la Sorbona. Fue directora de la escuela de física de las Houches 2007-2017 y es miembro del Instituto universitario de Francia desde octubre de 2014. Recibió el Premio Irène Joliot-Curie por sus trabajos en física fundamental y sus contribuciones a la teoría de los vasos, el Premio Marie Curie a la Excelencia en 2003, la Beca Guggenheim en 2002, y el Premio Langevin en 2002.

## Carrera
La Dra Leticia Cugliandolo, fue la primera Licenciada en Física  recibida en la Universidad Nacional de Mar del Plata. Comenzó a estudiar en la Facultad de Ingeniería de dicha universidad, continuando sus estudios en la Facultad de Ciencias Exactas para finalizar su doctorado en la UNLP y luego obteniendo un postdoc en Roma, con Giorgio Parisi, premio Nobel de física 2021.  
A continuación se trasladó a Paris e hizo allí el resto de su carrera. Es líder mundial por sus  investigaciones en dinámica de sistemas vítreos. Recibió numerosas distinciones, entre ellas la Beca Guggenheim. Actualmente es profesora en La Sorbona. 
Es máster en física por la Universidad nacional de La Plata en 1991, donde presentó su tesis titulada The quantization of topological field theories bajo la dirección de Fidel A. Schaposnik. 
Cursó su postdoctorado en la Universidad de Roma «La Sapienza» de 1992 a 1994, de donde se trasladó al Servicio Estatal de Física - Centro CEA de Saclay de 1994 a 1996 y al Laboratorio de Física Teórico a la Escuela Normal Superior (París) en 1997. 
Está habilitada para dirigir investigaciones en la Universidad Pierre y Marie Curie desde el año 2000. Es miembro del Instituto Universitario de Francia desde el año 2004.
Ha sido investigadora visitante en la Universidad de Harvard (2002) y en Internacional Centro for Theoretical Physics (ICTP) de Trieste, Italia; el Kavli Institute for Theoretical Physics (KITP) de la Universidad de California, Santa Bárbara y en la Universidad Nacional de Mar del Plata y en la Universidad de Buenos Aires, en Argentina.

## Premios
- 2002: Beca Guggenheim
- 2002: Premio Paul-Langevin de la Sociedad Francesa de Física.[6]
- 2003: Premio Marie Curie a la Excelencia.
- 2015: Premio Irène Joliot-Curie.[7]